# جيانلوكا مانشيني
جيانلوكا مانشيني (بالإيطالية: Gianluca Mancini) (17 أبريل 1996 في إيطاليا - ) هو لاعب كرة قدم إيطالي في مركز الدفاع. لعب مع أتالانتا.

## وصلات خارجية
- جيانلوكا مانشيني على موقع الاتحاد الدولي (مؤرشف)  (الإنجليزية)
- جيانلوكا مانشيني على موقع الاتحاد الأوربي (الإنجليزية)
- جيانلوكا مانشيني على موقع إي إس بي إن إف سي (الإنجليزية)
- جيانلوكا مانشيني على موقع قاعدة بيانات كرة القدم.إي يو (الإنجليزية)
- جيانلوكا مانشيني على موقع ليكيب (الفرنسية)
- جيانلوكا مانشيني على موقع ناشيونال فوتبول تيمز (الإنجليزية)
- جيانلوكا مانشيني على موقع Soccerbase.com (لاعب) (الإنجليزية)
- جيانلوكا مانشيني على موقع Soccerway.com (الإنجليزية)
- جيانلوكا مانشيني على موقع عالم كرة القدم.نت (الإنجليزية)
- جيانلوكا مانشيني على موقع AS.com (الإسبانية)